# Omata Hiroyuki
Hiroyuki Omata (sinh ngày 1 tháng 9 năm 1983) là một cầu thủ bóng đá người Nhật Bản.

## Sự nghiệp câu lạc bộ
Hiroyuki Omata đã từng chơi cho FC Tokyo, Omiya Ardija, Shonan Bellmare, Cerezo Osaka và Avispa Fukuoka.